# Quercus dolicholepis
Quercus dolicholepis — вид рослин з родини букових (Fagaceae), поширений у Китаю.

## Опис
Це дерево заввишки до 16 м, яйцеподібною кроною. Молоді пагони жовтувато-сіро зірчасто вовнисті. Листки стійкі 2 або 3 роки, лопатеві, зворотно-яйцюваті або еліптичні, шкірясті, 2–8 × 1.5–4 см; верхівка тупа; основа від округлої до серцеподібної; край цілий, крім кількох зубів біля верхівки; верх темно-зелений, шорсткий, голий, спочатку з кількома зірчастими волосками; низ рідко запушений, іноді майже голий; ніжка листка коротко запушена, 4–5 мм. Цвітіння: березень — травень. Жолуді поодинокі або в парі, яйцюваті або майже кулясті, завдовжки 12–17 мм; чашечка з вузькими, вигнутими лусками завдовжки 5 мм, охоплює від 2/3 до 3/4 горіха; дозрівають на другий рік у жовтні.

## Середовище проживання
Поширений у південному й центральному Китаї; росте на висотах від 500 до 2800 метрів; населяє ліси.